# Jędrzej Boryszewski
Jędrzej Boryszewski (Andrzej Róża Poraj z Boryszewic, 1435 – 20. dubna 1510 v Łowiczu) byl polský duchovní, v letech 1493–1503 arcibiskup lvovský, v letech 1503–1510 arcibiskup hnězdenský a tedy primas polský.
Studoval v Krakově, kde získal doktorát v roce 1458, a v Římě.
Jako arcibiskup hnězdenský korunoval Zikmunda I. Starého.